# Rodacar
Rodacar war ein bulgarischer Automobilhersteller. Einziges Modell des als Joint Venture zwischen dem britischen Austin-Rover-Konzern und der bulgarischen Daru Group gegründeten Betriebes war der Rodacar Maestro, eine in Lizenz gefertigte Version des Kompaktwagens Austin Maestro. Nach nur siebenmonatiger Produktion stellte das Unternehmen seine Tätigkeit wieder ein. Die bis dahin entstandenen 2200 Fahrzeuge wurden weltweit exportiert. Einige von ihnen waren in Großbritannien, dem Ursprungsland des Maestro, bis 2001 als Neufahrzeuge erhältlich.

## Entstehungsgeschichte

### Vorgeschichte
Bei British Leyland und seinen Vorgängerunternehmen war es seit langem üblich, die Rechte an älteren Fahrzeugen und die Produktionsanlagen an Betriebe in Entwicklungsländern zu verkaufen. So wurden beispielsweise der Morris Oxford, der Triumph Herald, der Rover SD1 und einige andere Fahrzeuge bei Hindustan Motors oder Standard in Indien weiter produziert, nachdem ihre Fertigung in Großbritannien eingestellt worden war. Nach dem Fall des Eisernen Vorhangs 1990 suchte Austin Rover, der seinerzeit zu British Aerospace gehörende Nachfolger von British Leyland, nach Möglichkeiten, ältere Modelle künftig in Osteuropa zu produzieren. Ein Vorbild dafür war Volkswagens Engagement bei Škoda. Der britische Motorenhersteller Perkins, der Austin Rover mit Dieselmotoren belieferte, vermittelte 1991 den Kontakt zu dem bulgarischen Motorenhersteller Vamo, einem Lizenznehmer von Perkins. Beide Unternehmen führten 1991 Verhandlungen über eine Kooperation und veröffentlichten Absichtserklärungen; letztlich brach die bulgarische Seite die Gespräche aber ab.

### Joint-Venture mit BMW-Vermittlung
Erst nachdem Austin Rover 1994 von dem deutschen Hersteller BMW übernommen worden war, ergab sich die Möglichkeit eines Engagements in Bulgarien. BMW griff die Überlegungen des früheren Eigentümers auf und vermittelte den bulgarischen BMW-Importeur, die Daru Group, als potentiellen Partner. Beide Unternehmen gründeten Rodacar als Joint Venture, an dem Austin Rover 51 Prozent und Daru 49 Prozent der Anteile hielt. Das Unternehmen sollte Austin-Rover-Fahrzeuge aus angelieferten Teilesätzen montieren; nach einer Übergangszeit war vorgesehen, einen Großteil der Komponenten vor Ort zu fertigen. Die Wahl fiel zunächst auf die kompakte Limousine Austin Maestro, die von 1983 bis 1994 im Werk Cowley im britischen Oxford hergestellt worden war.
Rodacar hatte seinen Sitz in der Hafenstadt Warna an der Schwarzmeerküste. Der Standort war mit Blick auf gute Transportmöglichkeiten ausgewählt worden. Austin Rover investierte 20 Mio. US$ in das Projekt. Es war die größte Einzelinvestition in Bulgarien seit dem Fall des Eisernen Vorhangs. Zu dem Projekt gehörte auch der Aufbau einer neuen Fabrik, die im September 1995 im Beisein des bulgarischen Staatspräsidenten Schelju Schelew eröffnet wurde. Sie war auf die Fertigung von bis zu 10.000 Fahrzeugen pro Jahr ausgelegt.

### Scheitern
Das Projekt scheiterte frühzeitig. Die Produktion des Maestro, die im September 1995 begonnen hatte, wurde  im April 1996 wieder eingestellt. Anstelle der jährlich vorgesehenen 7500 Autos entstanden insgesamt nur etwa 2200 Fahrzeuge. Für das Scheitern werden unterschiedliche Gründe angebracht.
- Die britische Seite machte das bulgarische Management verantwortlich, das nicht in der Lage gewesen sei, die Anforderungen an eine ordentliche Betriebsführung zu erfüllen.
- Zudem habe die bulgarische Regierung ihre Zusage, mehrere tausend Fahrzeuge für den Behördeneinsatz zu ordern, nicht eingehalten; stattdessen habe sie neue Ladas gekauft.[4]
- Andere Quellen weisen auf schwierige wirtschaftliche Umstände hin. So habe Bulgarien für die Einfuhr von CKD-Komponenten höhere Zölle und Steuern angesetzt als für den Import kompletter Fahrzeuge.
- Die bulgarische Regierung hingegen verwies darauf, dass der Maestro auf dem lokalen Markt nicht wettbewerbsfähig gewesen sei und Rodacar kein geeignetes Marketingkonzept gehabt habe.[2] Es trifft zu, dass Rover einen Vertrieb des Autos über das eigene Händlernetz untersagte.[3]
- Auch andere Quellen sind der Ansicht, dass Austin Rover „den bulgarischen Markt nicht verstanden“ habe:[3] Angesichts der Möglichkeiten, höherwertige westliche Gebrauchtfahrzeuge zu bekommen, sei das Interesse der bulgarischen Bevölkerung an dem sehr einfach ausgestatteten, technisch veralteten Maestro sehr gering gewesen. Zudem sei der Preis des Maestro zu hoch gewesen. Damit korrespondiert der Umstand, dass Rodacar in einem halben Jahr insgesamt nur etwa 200 Maestros auf dem bulgarischen Markt absetzen konnte, Škoda hingegen mehrere tausend neue Felicias, die preiswerter waren als der Maestro.[2]
- Ein Angehöriger des Project Enterprise erklärte 20 Jahre später, dass im November 1995 ein Mitglied des Managements von Rodacar bei einem Autounfall ums Leben gekommen war. Er sei eine „Schlüsselfigur“ und der einzige Manager gewesen, der direkte Kontakte zur bulgarischen Regierung gehabt habe. Diese Lücke habe nicht geschlossen werden können.[3]

### Nachwirkung
Das Scheitern von Rodacar wird seit Jahren in der betriebswirtschaftlichen Ausbildung thematisiert. Vielfach dient es als Beispiel für die Probleme, die soziokulturelle Unterschiede bei Joint Ventures auslösen können.

## Rodacar Maestro

### Ausgangsmodell: Der Austin Maestro

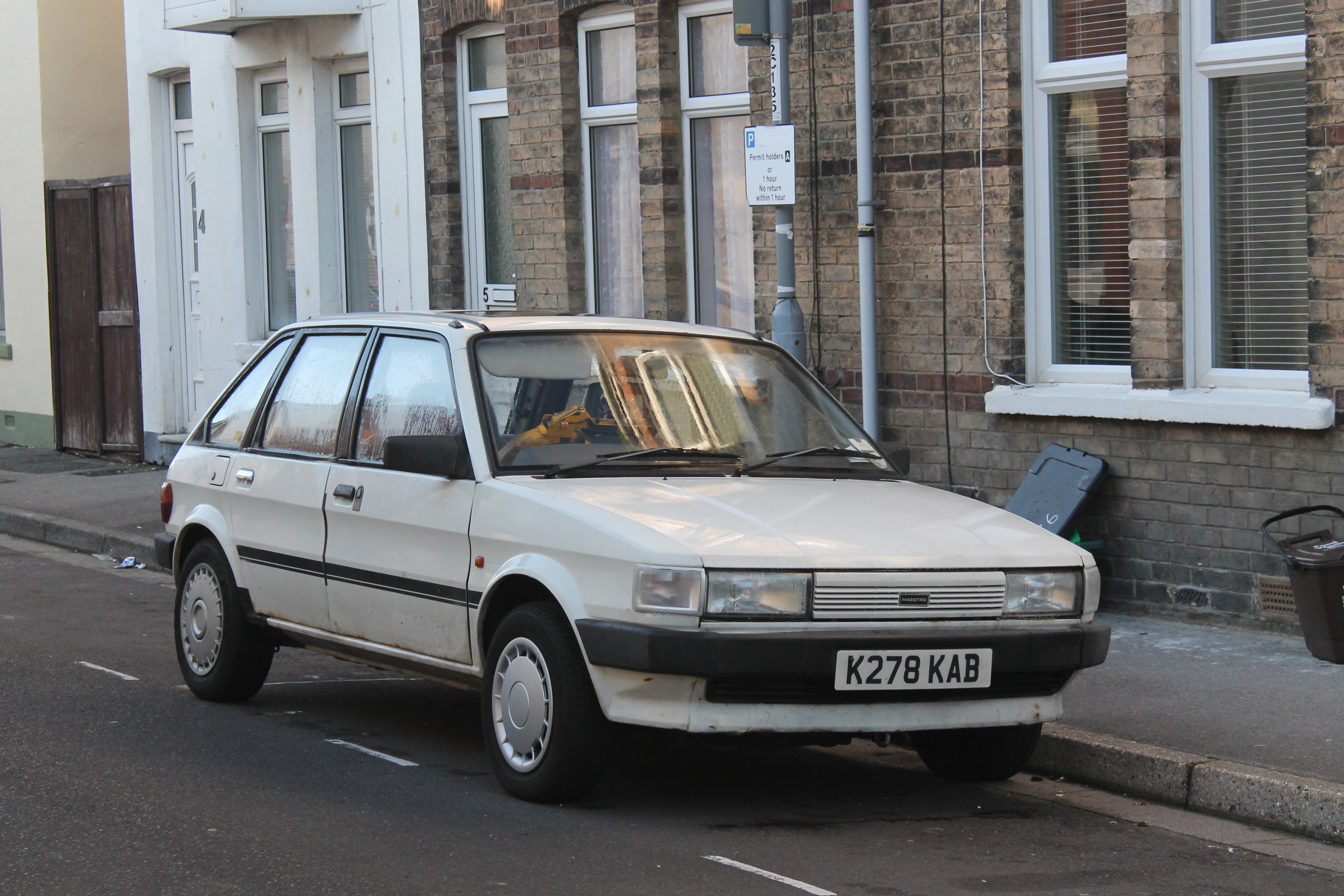
Britischer Austin Maestro in der Basisversion Clubman

Der Austin Maestro wurde ab 1975 von British Leyland unter dem werksinternen Code LC10 (später: LM10) entwickelt. Er und die von ihm abgeleitete Stufenheckversion Montego, sollten die Austin-Modelle Allegro und Maxi sowie die Morris-Modelle Marina und Ital ersetzen. Die Konstrukteure folgten dem damals üblichen Standard der Kompaktwagenklasse und nahmen sich erklärtermaßen insbesondere den VW Golf I zum Vorbild. Der Maestro war ab 1983 in Großbritannien mit Motoren von 1,3 bis 2,0 Liter Hubraum als Austin, in einer Luxusversion als Vanden Plas und als sportlicher MG Maestro erhältlich. Spätestens zu Beginn der 1990er-Jahre war der Maestro äußerlich und technisch veraltet. Mit der Einführung der zweiten Serie des Rover 200 von 1989, die auf dem zeitgenössischen Honda Concerto basierte, wurde er in der Austin-Rover-Modellpalette zum preiswerten Basismodell herabgestuft. 1994 endete die Produktion des Maestro in Großbritannien.

### Die Rodacar-Version

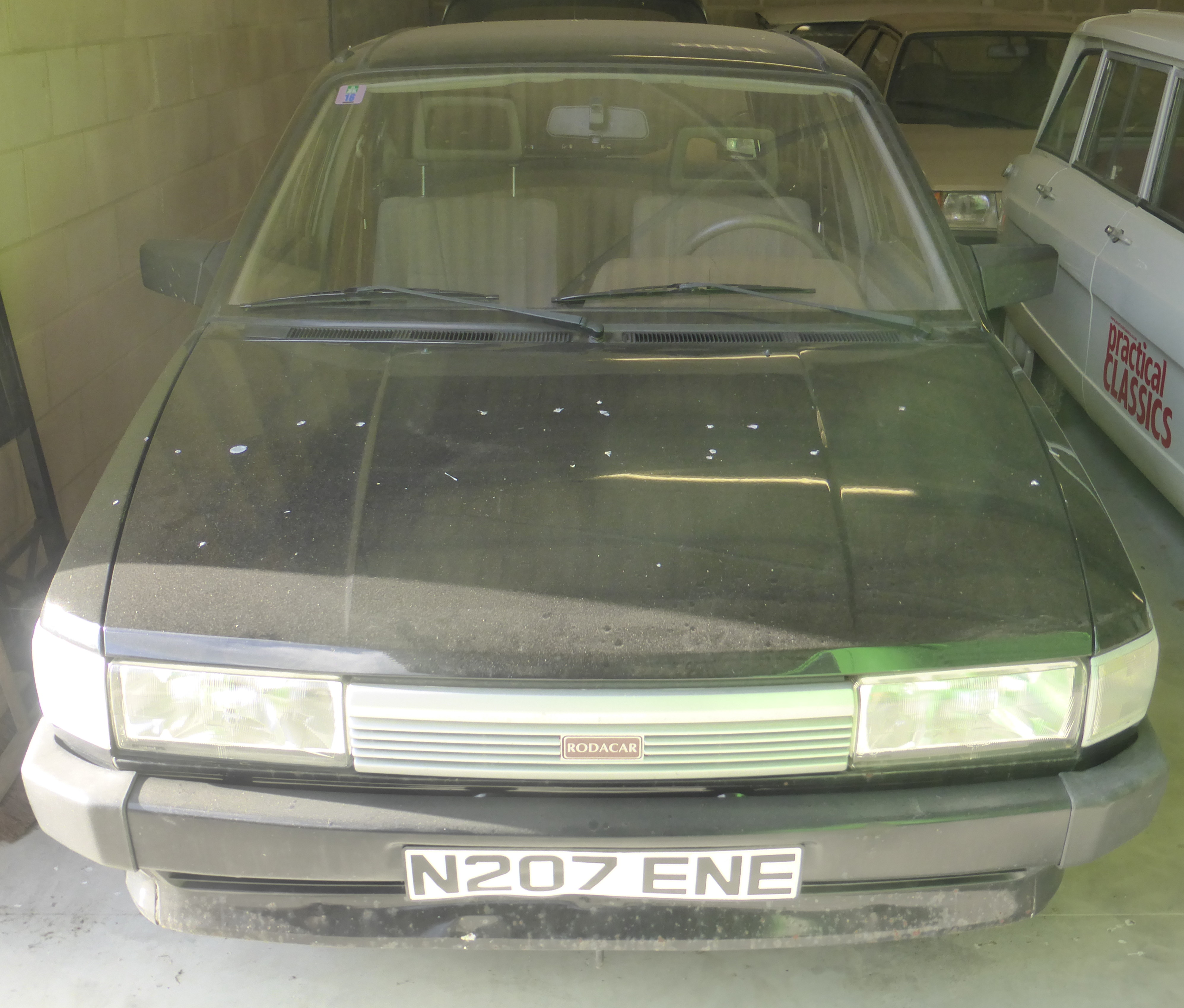
Linksgelenkter bulgarischer Maestro mit Rodacar-Logo und britischer Erstzulassung von 1996 (von Apple 2000 Ltd.)

Der Rodacar Maestro wurde ausschließlich im CKD-Verfahren produziert. Die Teile kamen als vollständiger Bausatz aus Cowley nach Warna. Hier wurden sie zusammengesetzt. Auch die Lackierung erfolgte in Bulgarien.
Der Rodacar Maestro ist ein Einheitsmodell mit nur wenigen Möglichkeiten zusätzlicher Ausstattung. Er entspricht äußerlich der in Großbritannien als Clubman verkauften Basisversion des Austin Maestro in der letzten Spezifikation der Jahrgänge 1992 bis 1994. Wie dieser hat er schwarze Kunststoffstoßstangen. Die in Wagenfarbe lackierten Stoßstangen der höherwertigen britischen Versionen gibt es bei Rodacar nicht. Das Auto wird von dem 1,3 Liter großen Reihenvierzylinder der BMC-A-Serie angetrieben, deren erste Ausführung bereits 1950 erschienen war. Alle Fahrzeuge wurden ohne Katalysator ausgeliefert. Die Kraftübertragung übernimmt ein handgeschaltetes Fünfganggetriebe von Volkswagen, das grundsätzlich auch in den britischen Maestros eingebaut wurde. Die Getriebeübersetzung der Rodacar-Versionen entspricht allerdings nicht denen der britischen Maestro-Fünftürer, sondern der des Maestro Delivery Van. Sie war nach Ansicht der Konstrukteure für die hügeligen Landesteile Bulgariens besser geeignet. Um das Auto den schwierigen Straßenverhältnissen Bulgariens anzupassen, ist im Rodacar Maestro außerdem die Aufhängung des schwereren Maestro Diesel eingebaut. Im Zusammenspiel mit dem leichten A-Series-Ottomotor führt sie zu einer höheren Bodenfreiheit.
Alle Rodacar-Maestros sind ab Werk Linkslenker.

## Produktion
Rodacar fertigte in knapp sieben Monaten etwa 2200 Maestros. Nur 200 von ihnen wurden in Bulgarien verkauft. Der überwiegende Teil der Rodacar Maestros ging in den Export. 550 Fahrzeuge wurden nach Uruguay geliefert, 400 nach Argentinien. Weitere Exportmärkte waren Mazedonien, Syrien und der Libanon. Auch in Russland finden sich einige Rodacar Maestros.

## Rodacar Maestros in Großbritannien
Einige der bulgarischen Maestros kamen nach der Schließung von Rodacar nach Großbritannien zurück. Das in Bury St Edmunds (Suffolk) ansässige Handelsunternehmen Apple 2000 Ltd. übernahm 1996 über den Zwischenhändler Alstone Marketing einige Maestros, die bereits 1995 in Warna komplettiert worden waren und seitdem auf einer Halde gestanden hatten. Apple 2000 verkaufte sie von 1996 bis mindestens 1999 als Neuwagen. Die meisten von ihnen wurden vorher auf Rechtslenkung umgerüstet; allerdings blieben die Scheibenwischer und die Spiegel in der Linkslenkerversion. Das umgerüstete Modell kostete 4.500 £ ohne und 4.995 £ mit Garantie. Einige Fahrzeuge wurden unverändert als Linkslenker verkauft. Ihr Preis lag bei 3.995 £. Sie waren seinerzeit die günstigsten Neuwagen dieser Fahrzeugklasse auf dem britischen Markt.

## Die Parkway Maestros

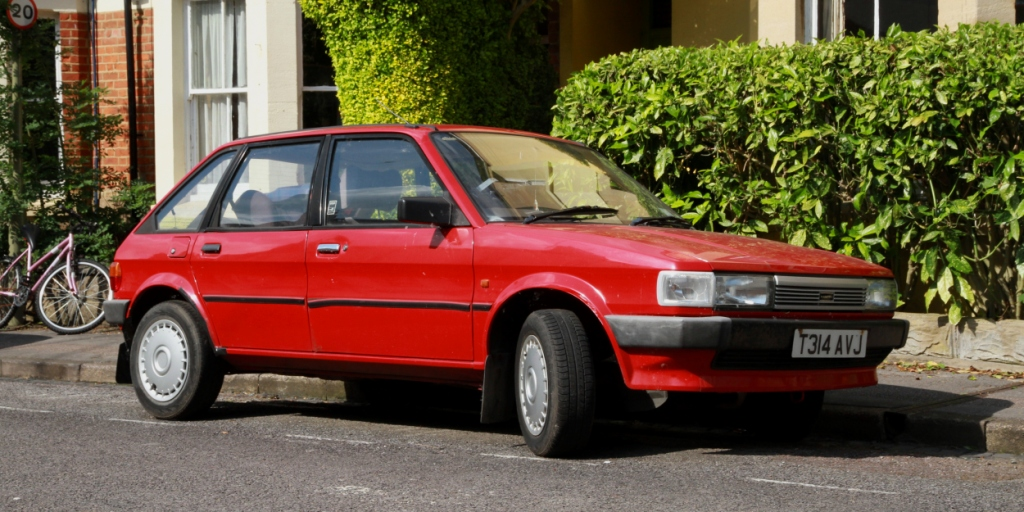
Ein von Parkway Services in Großbritannien komplettierter Maestro

Eine weitere Tranche von Maestros mit Rodacar-Bezug kam ohne den Umweg über Bulgarien ab 1997 auf den britischen Markt. Bis zur Betriebseinstellung Rodacars im Frühjahr 1996 hatte Austin Rover in Cowley mehr CKD-Bausätze gefertigt als Rodacars abnehmen konnte. Die übrig gebliebenen Bausätze wurden zunächst eingelagert. Im Februar 1997 wurden in einer Kleinanzeige in der Zeitung Sunday Times insgesamt 621 dieser Bausätze, als Stornoware („cancelled Export order“) deklariert, zum Verkauf angeboten. 438 davon waren fünftürige Kombilimousinen, 138 waren zweitürige Vans. Ein kompletter Bausatz sollte 2000 £ kosten. Das Handelsunternehmen Trans European Trading kaufte die Bausätze auf und ließ sie nach und nach in Ledbury (Herefordshire) von Parkway Services komplettieren. Sie wurden bis 2001 in Großbritannien zu einem Preis von 4.995 £ als Neuwagen verkauft. Die fertigen Fahrzeuge gelten in Großbritannien als Bausatzautos (Kit Cars); Hersteller ist weder Austin Rover noch Rodacar. In Liebhaberkreisen sind sie alternativ als Parkway Maestros oder als Lebury Maestros bekannt. Sie gehören zu den gesuchtesten Exemplaren des Maestro.